# 巴拿巴福音
巴拿巴福音據稱是新約聖經中，使徒保羅的同工巴拿巴所著作，描述有關耶穌一生的書卷。巴拿巴福音內文長度約相當於新約聖經中四福音的總和，內容大部分是描述耶穌的傳道，其中許多內容也可在新約中找到。但其中一些重要的部分，它符合伊斯蘭教對基督起源的見解，卻與新約正典中教導的基督教教義產生衝突。因其見解貼近伊斯蘭教義，故在伊斯蘭教圈內被廣為流傳。
然而此书亦不符合伊斯兰观点，因为可兰经中耶稣名正是麦西哈尔撒，就是耶稣基督（默西亚）的意思。该书否认耶稣是默西亚就否认了可兰经。另外该书对于天堂有多少层也与可兰经相异。
世上有兩個傳自16世紀末的譯本：當中的意大利文譯本原稿還留在世上，並由奧地利的一家圖書館保存；而西班牙文的原稿業已於18至19世纪時遺失，但1970年代雪梨大學的費雪圖書館發現自己收藏了一份手抄本。現時該手抄本仍存放於該圖書館內。然而， 在土耳其发现了一本用阿拉姆语写成的经书，这本经书可追溯至1500年前，其中耶稣预言了在他之后将出现先知穆罕默德。这本经书被一些穆斯林认为是《巴拿巴福音》的古抄本或原稿，并认为其为《巴拿巴福音》和《古兰经》提供了强有力的证据。

## 內容
巴拿巴福音從來未被基督教的正典、次典或偽典所引用過，其中更未出现过有关巴拿巴福音的内容。現存的意大利文抄本除了有著西班牙文抄本沒有的章節標示以外，在部份書頁的邊邊還抄有書卷內容的阿拉伯文簡譯。因此，當穆斯林發現這書卷的阿拉伯文譯文之後，即時為它出版，以支持他們教義裡與基督教觀點相左的地方，对耶稣基督的描述更倾向于伊斯兰教中的耶稣，當中包括以下幾點：
1. 書卷裡明文提及穆罕默德的來臨，以及耶穌並非彌賽亞，而不過是一位“拯救的先知”；而他的救贖（傳道）對象以以色列人為主，並不包括外邦人。在書卷第42章有這段內容：“耶穌招認了，並講出真相：‘我不是彌賽亞’”，其後再在的第97章有這樣的內容：“有祭司問：‘那將要來的彌賽亞叫甚麼名字？’‘他的名叫穆罕默德’”。
2. 根據聖經四福音书的記載，耶穌基督曾被釘死在十字架上，並且在復活之後40天在門徒和其他信徒面前升天。但在這書卷裡，並沒有提及過耶穌被釘死在十字架的內容，反而形容他像列王紀下第2章裡提及以利亞被天使駕馬車接上天國的描述類似，依據《古蘭經》記載，穆斯林相信耶稣並沒有被釘在十字架而是在此前被真主提升上了天上，与伊斯兰教中的耶稣描述地过程是一样的。
3. 穆斯林認為巴拿巴是耶穌基督的十二位門徒之一（圣经记载并不是12使徒之一），所以穆斯林認為他的看法較其他的徒孫、保羅的門徒馬可和路加來得正宗。

不過，雖然有穆斯林曾作出這種聲稱，但巴拿巴福音的內容與伊斯兰教古蘭經的內容並不完全相符。而傳統上，穆斯林亦只會借用巴拿巴福音中部分關於耶穌的內容來援引耶稣在伊斯兰教中的形象，以此来支持伊斯兰教的观点。
另一方面，巴拿巴福音中的內容亦有一些与基督教基本信仰不符的地方，例如：
1. 基督徒不認為巴拿巴是耶穌的十二位門徒之一，而是耶穌升天時才相信耶穌基督就是主；而馬可在與保羅分開之後，馬可是跟從巴拿巴一起去傳道的。
2. 巴拿巴駕船前往拿撒勒（但拿撒勒卻是內陸地方，和加利利湖有一段距離）
3. 書卷指耶穌基督在本丟彼拉多管治期間出世，但彼拉多卻在公元26年出任猶太省的首長，顯然與基督教傳統認為耶穌在公元前後的日子出生的說法相矛盾。
4. 该书中写的天使长有四位；但实际上，“天使长”该词在圣经原文上出现的都是单数形式，而且新约上记载：“天使长米迦勒、为摩西的尸首与魔鬼争辩的时候、尚且不敢用毁谤的话罪责他、只说、主责备你吧。”——犹大书第一章第9节，这显然说明，根据圣经真理，天使长只有米迦勒一人而已；但隨著時代演變，基督教各教派認為天使長的人數的看法都不一樣。

## 基督教觀點
對本書卷有研究並持懷疑态度的基督教學者認為，本書卷是中世紀時穆斯林所偽造的，目的纯粹是要宣揚伊斯蘭教。他們指出，巴拿巴的用詞與但丁的用詞非常相似，很可能是原作者以但丁的作品（如《神曲》）為編寫藍本。另一方面，根據舊約聖經《利未記》第25章提及，在七個七年之後的第50年“第五十年你們要當作聖年、在遍地給一切的居民宣告自由，這年必為你們的禧年、各人要歸自己的產業、各歸本家。第五十年要作為你們的禧年，這年不可耕種、地中自長的、不可收割，沒有修理的葡萄樹、也不可摘取葡萄。”（利25:10-11）但書卷裡卻指禧年每一百年一次。這很明顯是因為公元1300年教宗博義八世宣佈禧年改為每一百年一次而造成的錯誤。
此外，基督教把本書卷（巴拿巴福音）與偽經的巴拿巴書信进行了嚴格區分，两者截然不同。巴拿巴書信成書於公元2世纪的亞歷山大城。這兩本書卷無論在風格、內容和歷史方面都完全不相干。在割禮方面，兩位作者的分歧就更明顯：巴拿巴書信依從《使徒行傳》中信徒不需要守猶太教徒的割禮，但巴拿巴福音卻堅持猶太教的信仰，認為應該要守割禮。